# Eupithecia pallescens
Eupithecia fessa là một loài bướm đêm trong họ Geometridae.